# Mademoiselle Duval
Mademoiselle Duval, född 1718, död efter 1775, var en fransk kompositör. Hon var harpist och är främst känd för sin opera Les Génies, ou Les caractères de l'Amour Du Dieu qui fait aimer, som år 1736 blev det andra verk skrivet av en kvinna som uppfördes på operan i Paris. 